# Stylidium clavatum
Stylidium clavatum este o specie de plante dicotiledonate din genul Stylidium, familia Stylidiaceae, ordinul Asterales. A fost descrisă pentru prima dată de Sherwin Carlquist, și a primit numele actual de la Wege. Conform Catalogue of Life specia Stylidium clavatum nu are subspecii cunoscute.